# بوبي لويس (مغني أمريكي)
بوبي لويس (بالإنجليزية: Bobby Lewis)‏ هو عازف بيانو ومغني أمريكي، ولد في 17 فبراير 1933 في إنديانابوليس في الولايات المتحدة.

## وصلات خارجية
- بوبي لويس على موقع ميوزك برينز (الإنجليزية)
- بوبي لويس على موقع أول ميوزيك (الإنجليزية)
- بوبي لويس على موقع ديسكوغز (الإنجليزية)